# Dysschema mariamne
Dysschema mariamne là một loài bướm đêm thuộc phân họ Arctiinae, họ Erebidae.